# Cantone di Roulans
Il Cantone di Roulans era una divisione amministrativa dell'arrondissement di Besançon.
A seguito della riforma approvata con decreto del 25 febbraio 2014, che ha avuto attuazione dopo le elezioni dipartimentali del 2015, è stato soppresso.

## Composizione
Comprendeva i comuni di:
- Bouclans
- Breconchaux
- Champlive
- Châtillon-Guyotte
- Dammartin-les-Templiers
- Deluz
- L'Écouvotte
- Glamondans
- Gonsans
- Laissey
- Naisey-les-Granges
- Nancray
- Osse
- Ougney-Douvot
- Pouligney-Lusans
- Le Puy
- Roulans
- Saint-Hilaire
- Séchin
- Val-de-Roulans
- Vauchamps
- Vennans
- Villers-Grélot